# Geza Gallos
Geza Gallos (Neufeld an der Leitha, 7 de septiembre de 1948 - Ibídem, 3 de noviembre de 2013) fue un jugador de fútbol profesional austriaco que jugaba en la posición de delantero.

## Biografía
Geza Gallos debutó como futbolista profesional en 1967 con el SC Eisenstadt a los 19 años de edad. Tras jugar durante dos temporadas y haber ganado la Austrian Regional League, fue traspasado al SK Rapid Viena, con quien ganó la Copa de Austria en 1969 y 1972, llegando a jugar 111 partidos y habiendo marcado 35 goles. Tras una etapa en el LASK Linz de cuatro temporadas volvió al SK Rapid Viena, donde permaneció otras dos temporadas. También jugó para el FC Admira Wacker Mödling y para el SC Neusiedl am See 1919, donde se retiró en 1983 a los 35 años de edad como futbolista profesional.

## Selección nacional
Geza Gallos jugó un total de seis partidos con la selección de fútbol de Austria, haciendo su debut el 26 de mayo de 1971 contra Suecia en un partido de clasificación para la Eurocopa 1972 que acabó con un resultado de 1-0 a favor de la selección sueca.

## Clubes
| Club                     | País    | Año         | Partidos | Goles |
| ------------------------ | ------- | ----------- | -------- | ----- |
| SC Eisenstadt            | Austria | 1967 - 1969 | 28       | 10    |
| SK Rapid Viena           | Austria | 1969 - 1973 | 111      | 35    |
| LASK Linz                | Austria | 1973 - 1977 | 131      | 32    |
| SK Rapid Viena           | Austria | 1977 - 1979 | 63       | 11    |
| FC Admira Wacker Mödling | Austria | 1979 - 1982 | 106      | 12    |
| SC Neusiedl am See 1919  | Austria | 1982 - 1983 | 15       | 2     |

## Palmarés
SC Eisenstadt
- Austrian Regional League: 1967

SK Rapid Viena
- Copa de Austria (2): 1969 y 1972